# Scopula subirrorata
Scopula subirrorata là một loài bướm đêm trong họ Geometridae.